# Nike iPod

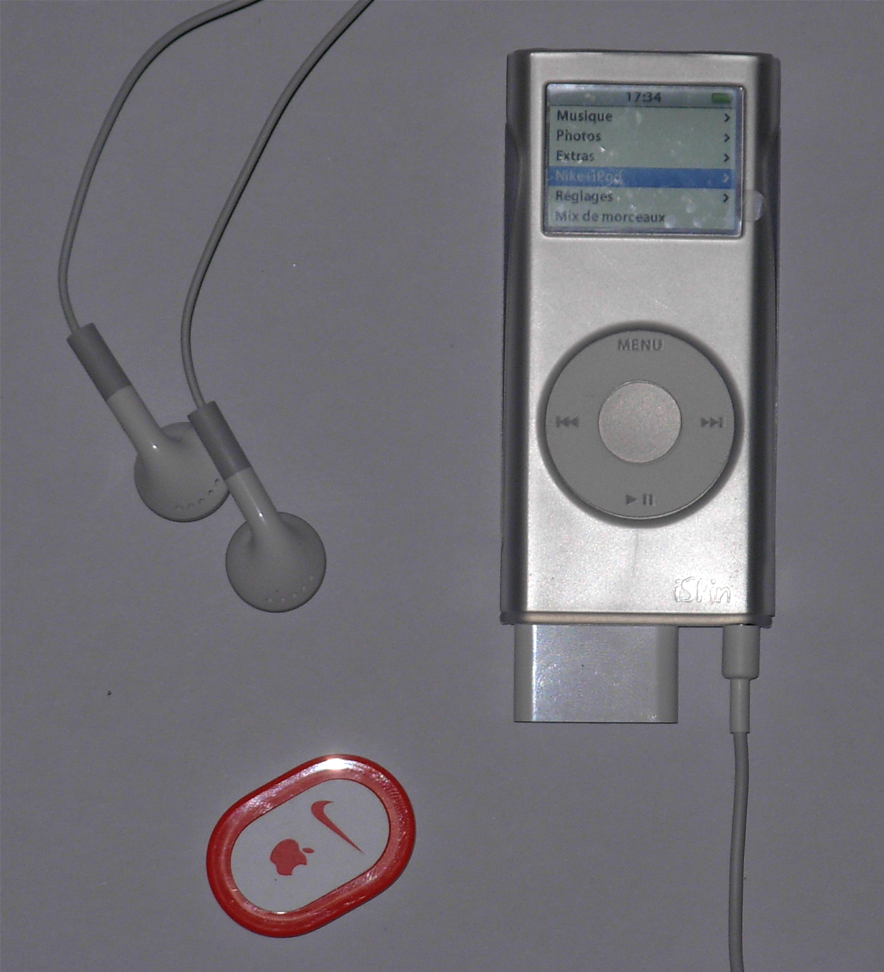
Nike iPod

Nike+iPod és un dispositiu que mesura i registra la distància i el ritme d'un passeig o quan corres.

## Materials
Es necessita:
- iPod nano o iPod touch
- Un parell de sabatilles Nike +
- Paquet esportiu o sensor Nike + iPod.

Col·loca el sensor en el compartiment incorporat sota la plantilla de la teva sabatilla Nike +, i connecta el receptor al teu iPod nano. L'iPod touch, iPhone 3GS i iPhone 4 són compatibles de sèrie amb Nike +, de manera que no requereixen receptor. El sensor fa un seguiment de la teva carrera i envia la informació a l'iPod.

## Funcionament
Primer de tot has de consultar el menú de Nike + iPod i triar el tipus de carrera. Es pot utilitzar les dreceres per accedir ràpidament a exercicis personalitzats. Pots fer un entrenament sorpresa o un programa determinat amb objectiu de temps, distància o calories. Després has de triar la teva llista de reproducció favorita, pots barrejar temes aleatòriament o també pots triar alguna de les cançons esportives creades per Nike. També pots activar la funció PowerSong per quan necessitis animar-te.
Mentre corres, l'iPod nano, iPod touch, iPhone 3GS o iPhone 4 et va informant del temps, la distància, la velocitat i les calories cremades, i t'ofereix comentaris tant quan arribes a la meitat de l'entrenament, com en el tram final de la teva objectiu. També pots consultar tots els detalls de l'entrenament al teu iPod.